# يقمريات
طيور اليقمَر هي لفصيلة من الطيور التي تعد طيور تعيش في المناطق الاستوائية من أمريكا الجنوبية وأمريكا الوسطى، بل ويمتد وجودها حتى المكسيك. وتحتوي رتبة اليقمر على خمسة أجناس وثمانية عشر نوعًا. وترتبط تلك الفصيلة ارتباطًا وثيقًا بالطيور المنتفشة، وهي فصيلة أخرى مدارية جديدة، وتنقسم غالبًا كلٌ من الفصيلتين إلى الرتبة الخاصة بها بعيدًا عن البيسيات، بدلاً من تصنيفهما ضمن رتيبة الجكماريات (Galbuliformes). وهي في الأساس طيور تطير على ارتفاع منخفض في الأحراش والغابات، وخاصةً في حافة الغابة وظلَّتها.

## الوصف
إن طيور اليقمر هي طيور رابضة صغيرة إلى متوسطة الحجم، يتراوح طولها بين 34–14&nbsp سم؛ ووزنها بين 75-17 جرامًا. وهي طيور لامعة وأنيقة ذات مناقير وذيول طويلة. وتُظهر طيور اليقمر تشابهًا في الشكل والسلوك مع الـوروار الذي ينتمي إلى العالم القديم، حيث إن أغلب آكلات الحشرات الطائرة يكون لديها مناقير قصيرة وعريضة، على عكس المناقير الطويلة والرفيعة. وتكون الأرجل قصيرة وضعيفة، أما الأقدام، فتكون زوجية البراثن. وغالبًا ما يكون الريش برَّاقًا ومتقزح اللون بقوة، بالرغم من كونه باهتًا في بعض الأنواع. وهناك فروق قليلة في الريش تقوم على أساس الجنس، حيث يكون للذكور غالبًا بقعة بيضاء على الصدر.

## السلوك

### النظام الغذائي والتغذية
وتُعد طيور اليقمر من بين آكلات الحشرات، حيث تقوم باصطياد مجموعة متنوعة من فرائس الـحشرات (يعتمد الكثير منها على الفراشات والعثة) من خلال الصيد بالصقر في الهواء. تجلس الطيور في مواقعها المفضلة، وعندما تصبح قريبة بشكلٍ كافِ من الفريسة، تُباغتها بالهجوم. ويختلف اليقمر الكبير وحده عن بقية الفصيلة، حيث يصيد الفريسة عن طريق التقاط، وأحيانًا عن طريق أخذ السحالي والعقارب الصغيرة.

### النسل
لم يتم دراسة أنظمة النسل لدى طيور اليقمر بعمق. ولكن يُعتقد عامةً أنها أحادية الزواج، بالرغم من أنه من المُعتَقد أن أنواعًا قليلةً هي التي تشترك في النسل المشترك مع أفراد بالغة تشترك في تلك المهام. تقوم الأسرة ببناء العشش في الثقوب سواءً في التربة أو في مساكن الأرضة الشجرية. أما بالنسبة للأنواع التي تبني عششها في الأرض، فعادةً ما تبنيها على ضفاف الأنهار (أو حديثًا، على الطرق)، بالرغم من أنها ستقوم ببنائها في التربة التي تتخللها جذوع الأشجار المتساقطة إذا لم يتوفر لها ذلك. ويمكن أن تكون طيور اليقمر التي تبني عششها على ضفاف الأنهارمستعمرة طيور أحيانًا. تتراوح أحجام الفقس بين 4-1 بيضات، وتكون 4-2 مشتركة. ويشارك كلا الأبوين في حضن البيض. لا يتوفر سوى القليل من المعلومات عن أوقات حضن البيض لمعظم الأنواع، بالرغم من أنه يستمر لمدة ما بين 26-19 يومًا بالنسبة لليقمر ذي الذيل الأصهب. وتخرج صغار اليقمر بريش صغير مميز بين البيسيات.

## الأنواع
فصيلة: GABULIDAE
- جنس: Galbalcyrhynchus
  - اليقمر ذو الأذنين البيضاء، Galbalcyrhynchus leucotis
  - اليقمر الكستنائي، Galbalcyrhynchus الكستنائية
- جنس: Brachygalba
  - اليقمر داكن الظهر، Brachygalba salmoni
  - اليقمر غامق الرأس، Brachygalba goeringi
  - اليقمر البني، Brachygalba lugubris
  - اليقمر أبيض العنق، Brachygalba albogularis
- جنس: Jacamaralcyon
  - اليقمر ذو الأصابع الثلاثة، Jacamaralcyon tridactyla
- جنس: يقمر (جنس)
  - اليقمر ذو المنقار الأصفر، Galbula albirostris
  - اليقمر ذو الرقبة الزرقاء، Galbula cyanicollis
  - اليقمر ذو الذيل الأصهب، Galbula ruficauda
  - اليقمر ذو الذيل الأخضر، Galbula galbula
  - اليقمر ذو الصدر النحاسي، Galbula pastazae
  - اليقمر ذو المقدمة الزرقاء، Galbula cyanescens
  - اليقمر ذو الذقن الأبيض، Galbula tombacea
  - اليقمر البنفسجي، Galbula chalcothorax
  - اليقمر البرونزي، Galbula leucogastra
  - يقمر الفردوس، Galbula dea
- جنس: Jacamerops
  - اليقمر الكبير، Jacamerops aureus

## وصلات خارجية
- [<a href="http://ibc.lynxeds.com/family/jacamars-galbulidae">http://ibc.lynxeds.com/family/jacamars-galbulidae</a> Jacamar videos] on the Internet Bird Collection

قالب:Piciformes